# Yéti, du mythe à la réalité
Yéti, du mythe à la réalité (Yeti - Legende und Wirklichkeit) est un essai et récit de voyage de l'alpiniste Reinhold Messner publié en Allemagne en 1998. Il explore le mythe du Yéti, « l'abominable homme des neiges » issu des contes et légendes de l’Himalaya. 
L'ouvrage mêle récit personnel, enquête ethnographique et réflexion, dans les régions isolées du Népal, du Tibet et de l'Inde, sur la manière dont les mythes prennent forme.
Yeti - Legende und Wirklichkeit a été publié par la maison d'édition allemande S. Fischer Verlag. En France, il est publié dans la collection Hommes et montagnes de Glénat en juin 2000.

## Résumé
En juillet 1986, alors qu'il traverse le Tibet oriental vers Lhassa, près des sources du Mékong, Reinhold Messner aperçoit une silhouette se déplaçant rapidement dans les montagnes. Cet événement déclenche chez lui une fascination pour le Yéti. Il décide d’explorer les origines du mythe et de trouver des explications rationnelles à ce qu’il a vu[source secondaire souhaitée].
Après une enquête auprès des habitants locaux, des moines tibétains et des nomades qui évoquent leurs propres expériences, Reinhold Messner propose une explication rationnelle. Selon lui, le Yéti pourrait avoir une origine fondée sur des observations mal interprétées, et serait en réalité une combinaison de plusieurs animaux : l'Ours noir d'Asie, l'ours brun d’Himalaya et l'ours bleu du Tibet. Il décrit comment les environnements extrêmes, la peur et la spiritualité, donnent naissance aux mythes fantastiques[source secondaire souhaitée] .
L'auteur montre aussi comment ces mythes se transforment lorsqu'ils sont intégrés dans l’imaginaire occidental, souvent sous forme de récits médiatiques largement exagérés. Il met en lumière la manière dont ces récits ont façonné l’histoire de l’alpinisme, tout comme l’imaginaire des journalistes.[réf. nécessaire]
Au-delà de son enquête sur le Yéti, Reinhold Messner s’attache à décrire la situation politique des régions traversées, notamment l'occupation du Tibet par la République populaire de Chine. 

### Controverse
Messner affirme avoir été moqué et critiqué pour ses théories[source secondaire souhaitée]. Malgré sa célébrité dans le domaine de l'alpinisme[réf. nécessaire], ses conférences sur le Yéti n'ont pas retenu l'attention qu'il espérait. Selon lui, « Beaucoup de gens (m')ont dit : "Je ne viens pas pour un ours." ». Il considère qu'il aurait beaucoup plus de succès s'il avait « affirmé qu'il s'agissait d'une créature qui ressemble à un humain. Mais ce n'est pas la solution ».